# Махмуд, Авадейя
Авадейя Махмуд (арабский : عوضية محمود) — суданка, основательница и председательница Женского кооператива продавщиц еды и чая и Женского многоцелевого кооператива в провинции Хартум, Судан. В 2016 году Государственный департамент США объявил её одной из лауреаток Международной женской премии за отвагу. Сообщалось, что она сразу же вернулась к своей работе после получения награды, хотя намеревалась продолжить свою работу за пределами Хартума.

## Биография
Авадейя Махмуд родилась в 1963 году в Судане, регион Южный Кордофан. После конфликта её семья переехала в Хартум. Она вышла замуж и в 1986 году начала продавать чай, чтобы зарабатывать на жизнь. Это было непритязательное занятие, но ей нужно было содержать семью. В 1990 году она основала кооператив, который предлагал юридическую помощь и поддержку своим членам — Женский кооператив продавщиц еды и чая и Женский многоцелевой кооператив.
Через кооперативный офис можно было законно финансировать борьбу с властями, когда те конфисковывали оборудование для продажи чая и еды на улице членов кооператива (в основном женщин). После неудачных инвестиций ей пришлось отбыть четыре года в тюрьме. После освобождения она продолжала поддерживать женщин, в Хартуме кооператив насчитывал 8000 членов. Организация представляла женщин, перемещённых в результате конфликта в Дарфуре и Южном Кордофане.